# جورج دیوس
جورج دیوس (انگلیسی: George Dews; ۵ ژوئن ۱۹۲۱ – ۲۹ ژانویهٔ ۲۰۰۳) بازیکن کریکت، و بازیکن فوتبال اهل بریتانیا بود.
از باشگاه‌هایی که در آن بازی کرده‌است می‌توان به باشگاه فوتبال میدلزبرو و باشگاه فوتبال والسال اشاره کرد.